# Jardin botanique de la faculté des sciences de l'université métropolitaine d'Osaka

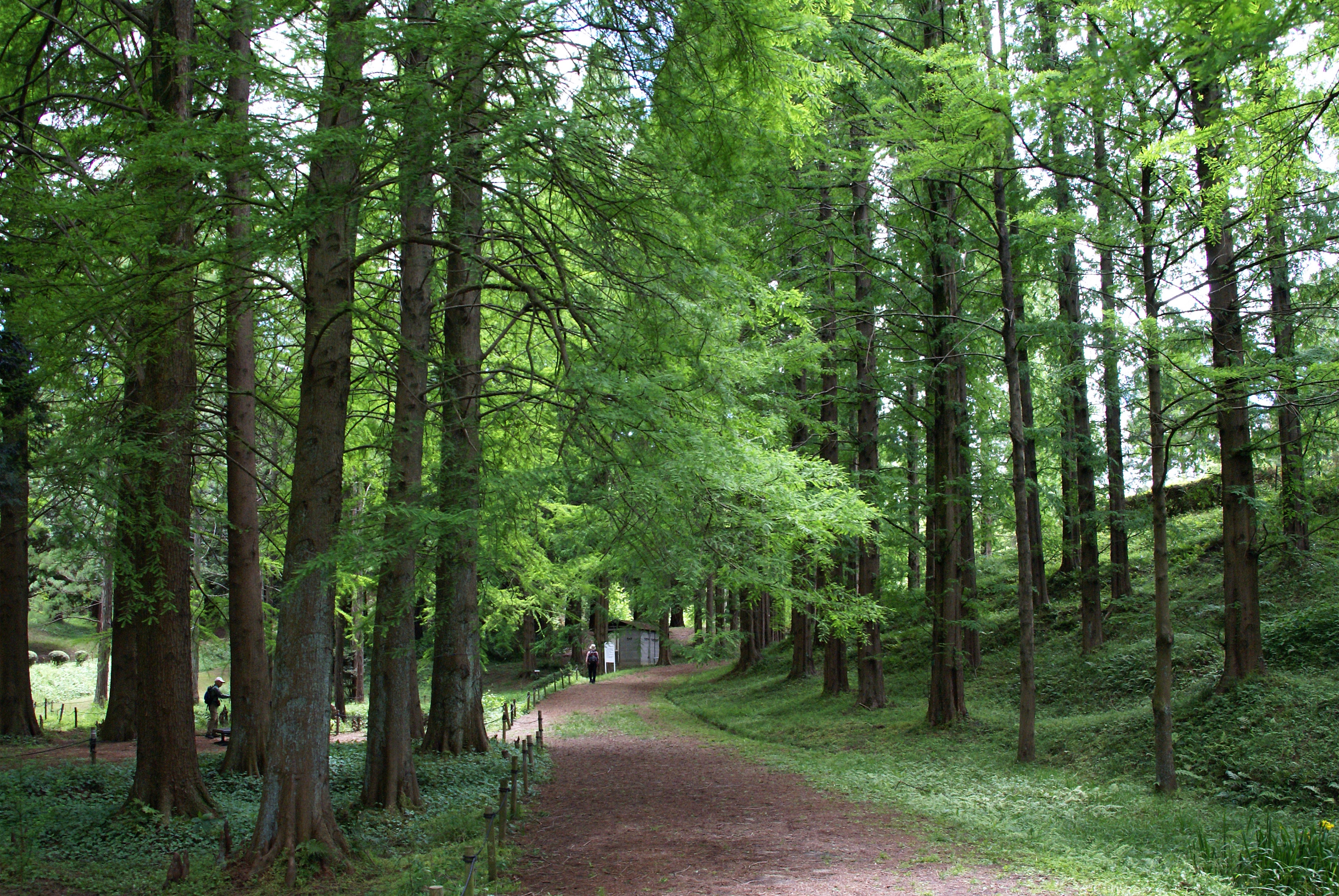
Jardin botanique de la faculté des sciences de l'université métropolitaine d'Osaka.

Le Jardin botanique de la faculté des sciences de l'Université métropolitaine d'Osaka (大阪公立大学理学部附属植物園, Ōsaka Kouritsu Daigaku Rigakubu Fuzoku Shokubutsuen, 26 hectares)  est un jardin botanique géré par l’Université métropolitaine d'Osaka.  Il est situé près de la gare Keihan-Kisaichi, Katano et est  ouvert au public. 
Le jardin a été créé en 1950 et contient environ 4 500 espèces du monde entier, dont plus de 1 000 espèces originaires du Japon.  Il contient également des représentants de 11 types de forêts japonaises.  La collection d'érables du jardin comprend Acer insulare , A. pictum (mono) , A. japonicum , A. sieboldianum , A. rufinerve , A. nipponicum , A. pycnanthum , A. carpinifolium et A. amoenum . 
Parmi les résultats de recherches menées par des employés du jardin, on compte la découverte du genre fossile Metasequoia par le Dr Shigeru Miki , ainsi que des activités en cours dans les domaines de la systématique, de l'écologie, de la physiologie, de la génétique, de l'horticulture et de la dendrologie.